# Héctor Velasco Monroy
Hector Eduardo Velasco Monrroy (Estado de México, 12 de septiembre de 1969) es un contador y político mexicano afiliado al Partido Revolucionario Institucional.

## Trayectoria Legislativa
Fue diputado federal en el Congreso de la Unión de México por el Distrito electoral federal 1 del estado de México en LXI Legislatura del Congreso de la Unión de México.
También fue diputado local en el Congreso del Estado de México por el XIII Distrito Electoral Local del Estado de México en la LVI Legislatura del Congreso del Estado de México.